# Čreslovina
Čreslovina ali tanin je rastlinska polifenolna spojina grenkega okusa, ki veže in obarja ali zvija proteine. Čreslovinsko adstringentno delovanje je krivo za suh in trpek občutek v ustih ob uživanju rdečega vina, močnega čaja ali neolupljenega sadja. Termin tanin izhaja iz uporabe taninov v usnjarski industriji kot strojila in se uporablja za poimenovanje širokega spektra polifenolnih spojin, ki so lahko hidroksilirane ali pa so nanje vezane kakšne druge funkcionalne skupine (kot npr. karboksilna), s katerimi tvorijo močne komplekse s proteini in z drugimi makromolekulami. Njihova molekulska masa je nekje od 500 do čez 3000. Reagirajo z alkalnimi spojinami, želatino, težkimi kovinami, železom, limonino vodo, kovinskimi solmi, močnimi oksidanti in s cinkovim sulfatom.   

## Vrste
Tanine razdelimo na hidrolizirajoče in kondenzirane (proantocianidini)
| Osnovna enota:  | Galna kislina         | Flavon             |
| Razred/Polimer: | Hidrolizirajoči tanin | Kondenzirani tanin |

## Nahajališče
Tanine najdemo v celotnem kraljestvu rastlin. Največ jih je v golosemenkah in pa v kritosemenkah, glede na del rastline pa v vakuolah in v površinskem vosku rastlin. To so predeli, v katerih običajno tanini ne sodelujejo pri metabolizmu rastline, ampak se aktivirajo samo ob poškodbi celice ali v primeru celične smrti. Tanine najdemo v listih, popkih, semenih, koreninah in v steblu. Za tanine predvidevajo, da naj bi pomagali regulirati rast določenih delov rastline, saj se v primeru stebla nahajajo v sekundarnem floemu in ksilemu in v območju med skorjo in epidermo. Najdemo jih tudi v lesu iglavcev kot inhibitorji  aktivnosti mikroorganizmov, kar pripomore k daljšemu življenju lesa. Ptiči, paraziti in patogeni pa so krivci za manjšo biorazpoložljivost taninov v rastlinah.

## Hidrolizirajoči tanini
Hidrolizirajoči tanini so večinoma estri sladkorja (po navadi d-glukoza) in pa različnega števila molekul fenolnih kislin kot sta galna kislina (v primeru galotaninov) ali heksahidroksidifenska kislina ali oksidirana oblika dehidroheksahidroksidifenska kislina (v primeru elagitaninov). Hidroliza estra na sladkor in fenolno kislino poteče s šibko bazo ali šibko kislino.
Primer galotoninov je ester med galno kislino in pa taninsko kislino (C76H52O46 ), ki ga najdemo v listih in lubju številnih rastlinskih vrst.

## Kondenzirani tanini
Kondenzirani tanini ali tudi proantocianidi so polimeri od 2 do 50 (ali več) flavanov, ki so med seboj povezane z C-C vezmi in se težko cepijo s hidrolizo. Hidrolizirajoči tanini in pa večina kondeziranih taninov je topnih v vodi, samo nekateri veliki kondenzirani pa niso topni v vodi.

## Hrana,ki vsebuje tanine
Čaj
Čajevec (camellia sinensis) je primer rastline, ki vsebuje veliko tanina. Ko zaužijemo katerikoli list čajevca namočenega v vroči vodi, začutimo grenak, trpek (adstringent) okus v ustih, ki je značilen za tanine. To je zaradi katehinov in ostalih flavonoidov. Tanini v čaju se kemijsko razlikujejo od ostalih rastlinskih taninov, na primer taninske kisline, ki jo ekstrakti čajevca naj ne bi vsebovali. Črni čaj in čaj poprove mete delujeta bolj inhibitorno na železo kot pa ostali zeliščni čaji, kot so kamilični, lipov ali čaj plazeče mete.
Vino
Tanine (večinoma kondenzirani) najdemo tudi v vinu, večinoma v rdečem in te pridobivamo iz različnih virov, njihove lastnosti pa se glede na vir razlikujejo. Tanini, prisotni v kožici grozdne jagode in njenih pečkah (ta je še posebno trpek), se večinoma bolj opazijo v rdečih vinih, ki se fermentirajo v stiku s kožicami in pečkami z namenom pridobivanja barve iz kožice. Pecelj grozda prav tako vsebuje tanine in jih prispeva k vinu, če jih pred stiskanjem in fermentacijo ne odstranimo. Tanini pridobljeni iz grozdja so kondenzirani in so polimeri sestavljeni iz proantocianidinih monomerov. Hidrolizirajoči tanini pa se ekstrahirajo iz sodov narejenih iz hrastovega lesa, v katerih se vino stara. Hidrolizirajoči tanini se lažje oksidirajo kot pa kondenzirani.
Večina današnjih vinarjev se izogiba nezaželenim taninom, pridobljenih iz pečk in pecljevne. Zato posvečajo posebno pozornost pridobivanju soka z nežnim in pazljivim stiskanjem, saj se na ta način izognejo strtju pečk in sproščanju taninov v vino. Če pa grozdje močno stisnemo, pa dobimo vino, ki pa je bolj trpko in vsebuje več taninov in se ga shranjuje posebej. Vina lahko vsebujejo tudi tanine pridobljene iz hrastovih ali lesenih sodov, v katerih se shranjujejo. Tanini igrajo posebno vlogo pri staranju vina, saj preprečujejo oksidacijo in so del polimera ter so glavni del sedimenta pri vinu.
Zadnje narejene študije o uživanju vina in njegovem pridobivanju kažejo, da imajo tanini v obliki proantocianidinov pozitivne učinke na ožilje. Študije kažejo, da tanini zavirajo delovanje peptida, ki povzroča otrdelost arterij. Da lahko potrdimo to trditev, študije kažejo na to, da so vina, ki jih pridelujejo v jugovzhodni Franciji in na Sardiniji posebej bogata s proantocianidini in da v teh pokrajinah ljudje živijo daljše življenje.

Učinki tanina na okus in staranje vina
Tanini dajejo občutek težkega vina v primerjavi z vini, ki jih vsebujejo manj. Opisemo jih kot suh in trpek okus ali kot občutek dlakavosti v ustih, ki se lahko primerja s čajem,ki ga pripravimo tako, da ga damo v vodo še preden ta zavre in je močno taninski. Ta učinek še posebno pride do izraza, ko pijemo to vino brez uživanja hrane.
Veliko ljubiteljev vina vidi naravne tanine (prisotne predvsem v sortah kot so Cabernet Sauvignon in v barikiranih vinih) kot dober znak za potencialno staranje vina. Ko se taninska vina starajo, se tanini začnejo razkrajati; s tem vino zori in se stara, saj mu tanini omogočajo, da ostane kakovostno še vsaj 40 let. Vino bogato s tanini se zelo dobro ujema z mastnim, težkim obrokom, še posebno z zrezki, saj tanini pomagajo pri metabolizmu maščob ter tako dobrodejno vplivamo tako na vino kot tudi na zrezek. V mnogih regijah (kot npr. Bordeaux) so taninske vinske sorte kot so Cabarnet Sauvignon mešane s sortami z manjšo vsebnostjo taninov kot so Merlot ali Cabernet Franc in s tem razredčijo učinek tanina. Vina, ki jih pijemo kot mlada vina, pa značilno vsebujejo manj tanina zaradi krajšega časa fermentacije v stiku s kožico in pečkami jagode.
Sadje
Granatna jabolka
Granatna jabolka vsebujejo več različnih vrst taninov, predvsem hidrolizirajoče tanine.Najbolj pogosti so t. i. punicalagini.Punicalagini imajo molekulsko maso 1038 in so največje molekule,ki so jih našli v plazmi podgan nespremenjene po peroralni aplikaciji in niso pokazali nobenih toksicnih stranskih ucinkov pri podganah, ki so bile na 37 dnevni dieti s 6 % punicalagini. Punicalagini so tudi glavni sestavni del soka granatnih jabolk in zato glavni vzrok za antioksidativno delovanje in za ugoden vpliv na zdravje.
Na tržišču so številna prehranska dopolnila, ki vsebujejo ekstrakt granatnih jabolk in so standardizirana glede na punicalagine, kot glavni del granatnih jabolk. Ekstrakti so splošno prepoznavni kot varni (GRAS) in imajo potrditev ameriške agencije FDA.
Ker so bili opaženi veliki sinergistični učinki v »natural spectrum« ekstraktih, priporočajo, da bi bolje raziskali sestavine granatnih jabolk, ki oponašajo polifenolno razmerje v  njem. 
Kaki
Nekateri kakiji, ki še niso dozoreli (še posebno korejski, ameriški in japonski), so zaradi visoke vsebnosti taninov zelo adstringentni; to pa pomeni, da ob zaužitju nezrelega kakija dobimo občutek popolnoma suhih ust, čeprav žleze slinavke še vedno izločajo slino. Areca Cactu med drugim vsebuje tudi tanin, ki ima protibakterijske lastnosti.
Jagodičje
Večina jagodičja, kot so brusnice, jagode in borovnice, vsebujejo tako hidrolizirajoče kot kondenzirane tanine.
Prekajena hrana
Tanini, ki jih vsebuje les (hrastov, češnjev, in drugi), ki ga uporabljamo za pripravo prekajenih jedi (mesa, rib), se lahko pojavijo na površini le teh.
Pivo
Visoke količine taninov, ki jih vsebuje hmelj, pripomorejo h grenkejšemu okusu določenih vrst piva.
Sadni sokovi citrusov
Citrusi sami po sebi ne vsebujejo taninov, kljub temu pa  jih dostikrat najdemo v oranžno obarvanih sokovih, saj te vsebuje barvilo.
Jabolčni, jagodni in grenivkin sok vsebujejo veliko količino taninov. Včasih pa jih dodajajo sokovom, da bi dosegli bolj astringentni okus.
Začimbe
Nageljnove žbice, pehtran, kumina, timijan, vanilija in cimet vsi vsebujejo tanine.
Stročnice
Večina stročnic vsebuje tanine. Rdeče obarvani fižol vsebuje največ taninov, bele obarvani pa najmanj.
Čokolada
Tudi čokolda vsebuje tanine, in sicer cca 10mg na ml tekoče oblike. Da bi dosegli količino taninov ekvivalentno tisti v eni steklenici vina, bi morali zaužiti kar 100 tablic čokolade.

## Prehrana
V preteklosti so tanini veljali za nehranljive (škodljive), dandanes pa vemo, da so njihove koristne oz. nekoristne lastnosti odvisne predvsem od njihove kemijske strukture in odmerka. Nove tehnologije  analiziranja kemijske in molekularne strukture so pokazale, da je delitev taninov v 2 skupini – na hidrolizirane in kondenzirane, preveč poenostavljena.
V nedavnih študijah so dokazali, da krmilini izdelki, ki vsebujejo kostanjeve tanine v majhnih količinah (0.15-0.2%), lahko izboljšajo počutje in kvaliteto piščancev. Študije kostanjevih taninov so pokazale tudi njihov dobrodejen efekt na kvaliteto baliranega sena, še posebej v zmanjševanju amonijaka in NPN (non protein nitrogen).
Gonzales S. je s svojimi študijami o in vitro sproščanju amoniaka ter suhi razgradnji plodov soje, dokazal, da je pri varovanju plodu soje pred RUMEN bakterijami, najbolj učinkovit kostanjev tanin.
Tanini, če so zaužiti v prevelikih količinah, inhibirajo abosrpicijo mineralov kot sta železo in kalcij. Pomanjkanje železa lahko pripelje do anemij, pomanjkanje kalcija pa do osteoporoze. Tanini s kovinskimi ioni tvorijo kelatne komplekse, to pomeni, da ion, ki ga vežejo, ni več na razpolago. To je v primeru infekcije dokaj zaželeno, saj tanini vežejo železo, ki bi ga mikroorganizmi rabili za svoje razmnoževanje. 
Pri prežvekovalcih so dokazali, da tanini obarjajo proteine, ki inhibirajo absorpcijo hranljivih snovi iz žitaric, vsebujočih velike količine taninov, kot je sorghum. Tanini zmanjšajo razpoložljivost rastlinskih virov železa, poznanih tudi kot ne-hemski. Na živalske vire oz. absorpcijo hemskega železa tanini ne vplivajo. Taninska kislina pri podganah ne vpliva na absorpcijo mineralov, ki se nahajajo v sledvoih (cink, baker, magnezij).
Tanini so fenolne zmesi, ki če so prisote v lumnu gastrointestnalnega trakta, zmanjšajo biorazpoložljivost železa in s tem njegovo absorbcijo. Način interakcij fenolnih zmesi s hidroksiliranimi se signifikantno razlikuje od načina inhibiranja absorpcije železa. Treba pa je poudariti, da kondenzirani tanini ne motijo absorpcije železa.
Da bi preprečili inhibicijo absorpcije mineralov, je priporočljivo piti čaj in kavo vmes med obroki in ne pri njih. Hrana bogata z C vitaminom pomaga pri nevtralizaciji učinkov tanina na abosrpcijo železa. Že samo dodatek  limoninega soka v čaj, bo zmanjšal negativni učinek taninov na absorpcijo železa, dodatek mleka pa  na to skorajda ne vpliva.
Pri posebej občutljivih posameznikih lahko vnos večjih količin taninov povzroči iritacijo črevesja, ledvic, želodca, poškodbe jeter ter gastrointestinalne bolečine. Dolgoročna uporaba zelišč, z izjemo čaja, ki vsebujejo večje koncentracije taninov ni priporočljiva.  Med redno uporabo zelišč z visoko vsebnostjo taninov in nazalnem raku so dokazali povezavo.

### Terapevtski učinki
Pripravke iz rastlin, ki vsebujejo čreslovine, uporabljajo v terapiji zaradi njihovega adstringentnega delovanja. Pri notranji uporabi delujejo kot antidiaroiki (sredstva proti driski); na sluznici prebavil namreč tvorijo vezi z beljakovinami in nastane zaščitni sloj, ki ublaži vnetje. Draženje sluznice je zmanjšano in peristaltika se zavre. Pripravki s čreslovinskimi učinkovinami se uporabljajo tudi topično na koži ali sluznicah. Zaradi adstringentnega učinka zaustavijo manjše krvavitve.
Izolirane čreslovine se načeloma ne uporabljajo. Prednost imajo pripravki iz rastlinskih drog, v katerih so molekule čreslovin vezane na beljakovinske molekule, zato je njihov učinek počasnejši in manj agresiven.
Zdravilne rastline s čreslovinami so hrast, navadni oreh, octovec, srčna moč, borovnica, čajevec in še drugi.

## Uporaba
So pomembna sestavina pri strojenju usnja. Tradicionalno je za strojenje usnja še danes v uporabi tanin hrastovega lubja, so pa danes v uporabi tudi druge anorganske snovi.
V medicini tanine uporabljamo kot antidarojične, hemostatične in antihemerodine učinkovine. Njihov protivnetni učinek  pomaga pri nadziranju vseh indikacij gastritisa, enteritisa, ezofagitisa, in črevesnih motenj. Tudi diareo zdravimo z astringnetnim zdravilom, ki ne zaustavi toka distribucije substance v želodcu, pač pa kontrolira razdraženost tankega črevesja.
Tanini ne zdravijo samo opeklin in zaustavljajo krvavitev, ampak preprečujejo tudi nastanek  infekcij, istočasno pa sodelujejo pri celjenju rane. Zmožnost, da na površini rane tvorijo zaščitno plast šem dodatno pripomore k preprečevanju infekcije. Koristni so tudi, če jih apliciramo na mukozno plast ust.
Tanini so lahko učinkoviti tudi pri varovanju ledvic. Uporabljajo se tudi za takojšno olajšanje pri bolečem grlu, diareji, krvavitvah, utrujenosti, kožnih razjedah ter kot citcatrizant za celjenje oz. Brazgotinjenje gangrenskih ran. Lahko tudi povzročijo nazadovanje tumorjev prisotnih v kožnem tkivu, vendar pa lahko ob prekomerni uporabi tudi povzročijo njihov nastanek v zdravem tkivu. 
Po poročanjih imajo tudi antivirusne učinke. V kolikor jih inkubiramo z rdečim grenivkinim sokom in rdečim vinom vsebujočim veliko količino taninov, potem pride do inaktivacije polivirusa, herpes simplex virusa, in mnogih drugih trebušnih virusov.
Tanine lahko uporbljamo tudi za »izvlek« raznih strupov, kot je npr. Strup čebeljega/osjega pika in ob tem takoj začutimo olajšanje. Pomagajo pri »izvleku« kožnih irritantov,saj delujejo adstringento – zatisnejo pore in izvlečejo tekočino.
Z železovim kloridom tvorijo tanini obarvanje, ki je lahko modro, črno ali zeleno do zeleno črno, odvisno od vrste tanina. Če taninom dodamo raztopino železovega (II) sulfata nastane črnilo. 

## Medicinski potencial
Tanini  imajo antivirusne, protibakterijske in antiparazitske učinke. V preteklih letih so preučevali tudi njihovo morebitno delovanje  proti raku.
Galotanini in epigalotanini so inhibitorji replikacije virusa HIV.
1,3,4-Tri-O-galloylquinic acid; 3,5-di-O-galloyl-shikimic acid; 3,4,5-tri-O-galloylshikimic acid; punicalin; punicalagin  so inhibirali replikacijo virusa HIV v okuženih H9 limofocitih z zelo majhno citotksičnostjo. Punicalin in punicacortein C sta inhibirala prečiščeno reverzno transkiriptazo virusa HIV.